# فیل جگیلکا
فیل نیکودم جگیلکا (انگلیسی: Philip Nikodem Jagielka؛ زادهٔ ۱۷ اوت ۱۹۸۲) بازیکن فوتبال اهل انگلستان است.
وی سابقه ۴۰ بازی و ۳ گل ملی برای تیم ملی فوتبال انگلستان در کارنامه دارد، همچنین پست تخصصی او مدافع است.